# Kijosu (město)
Kijosu (japonsky 清須市) je město v prefektuře Aiči v Japonsku. K roku 2018 v něm žilo bezmála sedmdesát tisíc obyvatel.

## Poloha
Kijosu leží v jižní části největšího japonského ostrova Honšú v oblasti Čúbu. Nachází se severně od Nagoji.

## Dějiny
Současné město vzniklo 7. června 2005 sloučením tří obcí, které se jmenovaly Kijosu, Šinkawa a Nišibiwadžima. K 1. říjnu 2009 do něj bylo přičleněny ještě Haruhi a Nišikasugai.
Dějiny města jsou ale starší. Už na přelomu 14. a 15. století zde byl postaven stejnojmenný hrad. Ten byl sice začátkem 17. století rozebrán, ale ve stejné době zde byla zřízena poštovní stanice stejného jména, což význam zdejšího osídlení podrželo.

### Rodáci
- Akira Torijama (1955–2024) – komiksový autor (mangaka)